# Geografia di Avigliano

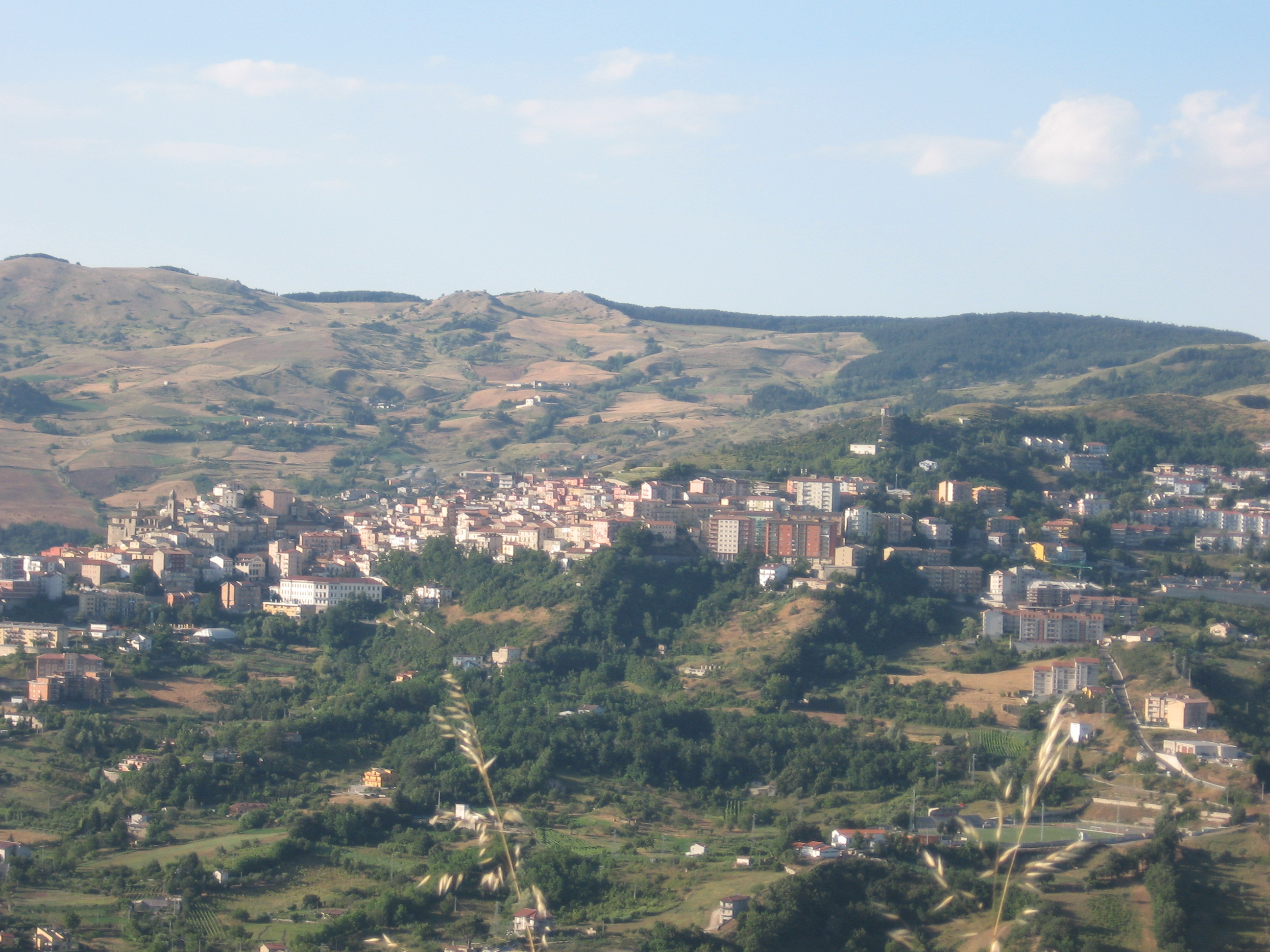
Collocazione di Avigliano tra le montagne

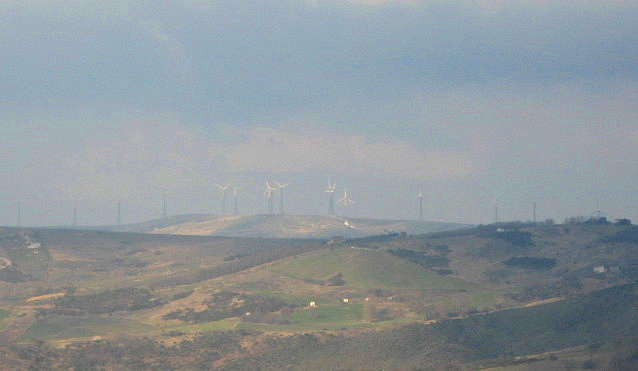
Monte Sant'Angelo

La città di Avigliano si trova nella parte nord-occidentale della Basilicata, a pochi chilometri dal capoluogo di regione, sulle pendici del Monte Carmine a 918 metri s.l.m..
Il comune si estende su di una superficie di 84,93 km²; fino al 1951, prima che il territorio comunale venisse scisso in due con la creazione del comune di Filiano, l'estensione raggiungeva i 155,71 km². I centri più importanti del comune di Avigliano sono Lagopesole, Possidente, Sant’Angelo e Frusci. I rilievi più importanti di Avigliano sono il monte Carmine (1228 metri, da cui nasce il fiume Bradano) ed il monte Caruso (1239 metri).
Nella parte nord-orientale del comune passa la ferrovia Foggia-Potenza, di proprietà delle Ferrovie dello Stato, mentre il nucleo di Avigliano è collegato con Bari e Potenza dalle Ferrovie Appulo Lucane.

## Territorio

### Dati topografici e altimetrici
Il territorio è classificato come montano con un'altitudine sul livello del mare che oscilla da 500 a 1239 m s.l.m.
Di seguito viene riportata una tabella con le fasce altimetriche che caratterizzano il territorio comunale:
| Fascia altitudinale (m) | Superficie (Ha) | Superficie (%) |
| ----------------------- | --------------- | -------------- |
| 500 - 600               | 71.64           | 0.84           |
| 600 - 700               | 436.05          | 5.14           |
| 700 - 800               | 2147.           | 25.30          |
| 800 - 900               | 2301.03         | 27.11          |
| 900 - 1000              | 1791.09         | 21.10          |
| 1000 - 1100             | 1107.99         | 13.05          |
| 1100 - 1200             | 573.03          | 6.75           |
| 1200 - 1300             | 59.85           | 0.70           |
| Totale                  | 8488.35         | 100            |

### Orografia

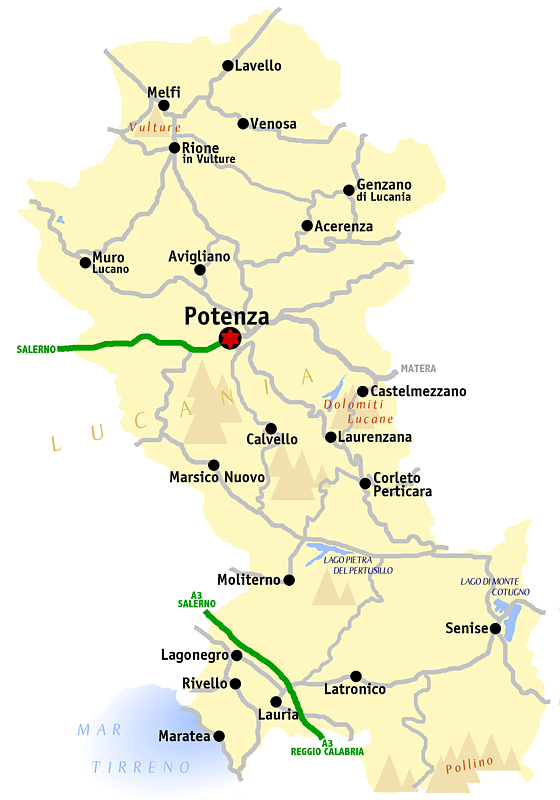
Territorio della provincia di Potenza

- Monte Caruso (1239 m s.l.m. )
- Monte Carmine (1228 m s.l.m.)
- Monte Sant'Angelo (1121 m s.l.m.)
- Monte Tontolo (1074 m s.l.m.)
- Montalto (938 m s.l.m.)
- Avigliano Città (918 m s.l.m.)

### Idrografia
- Fiume Bradano e affluenti
- Fiumara di Avigliano
- Fiumara Braida
- Vallone Valle di San Vito
- Vallone del Torno
- Vallone dell'Inferno
- Vallone delle Canne
- Vallone dell'Acero
- Vallone Giardiniera

- Vallone di Lavandone
- Vallone Spaccato
- Vallone di Cacabotte
- Vallone Piano Miracoli
- Vallone Stolfi
- Vallone del Salice
- Torrente Tarlatana
- Fosso Don Ciccio
- Fosso della Creta

## Classificazione sismica
- Classificazione sismica: zona 1 (sismicità elevata-catastrofica)[2] Ordinanza PCM n. 3274 del 20/03/2003

## Clima

### Temperatura
Secondo i dati medi del trentennio 1961-1990, la temperatura media del mese più freddo, gennaio, si attesta a +3,6 °C, mentre quella del mese più caldo, agosto, è di +22,4 °C.
| AVIGLIANO          | Mesi | Mesi | Mesi | Mesi | Mesi | Mesi | Mesi | Mesi | Mesi | Mesi | Mesi | Mesi | Stagioni | Stagioni | Stagioni | Stagioni | Anno |
| AVIGLIANO          | Gen  | Feb  | Mar  | Apr  | Mag  | Giu  | Lug  | Ago  | Set  | Ott  | Nov  | Dic  | Inv      | Pri      | Est      | Aut      | Anno |
| ------------------ | ---- | ---- | ---- | ---- | ---- | ---- | ---- | ---- | ---- | ---- | ---- | ---- | -------- | -------- | -------- | -------- | ---- |
| T. max. media (°C) | 6,5  | 8,0  | 10,9 | 15,3 | 19,9 | 24,8 | 27,9 | 28,4 | 23,6 | 17,6 | 12,7 | 8,7  | 7,7      | 15,4     | 27,0     | 18,0     | 17,0 |
| T. min. media (°C) | 0,8  | 1,3  | 2,9  | 5,9  | 9,7  | 13,7 | 16,1 | 16,5 | 13,7 | 9,8  | 6,2  | 2,8  | 1,6      | 6,2      | 15,4     | 9,9      | 8,3  |

- Zona climatica: E[4]
- Gradi gg: 2284[5]

### Precipitazioni
La precipitazione media annua è pari a 844 mm, con punte di 1192 mm (precipitazione massima annua) e 679 mm (precipitazione minima annua). Il numero di giorni piovosi in un anno è di 92.

## Frazioni, località e masserie
| - Località Acqua di Penne - 17 ab. - Frazione Badia - 136 ab. - Frazione Bancone di Sopra - 165 ab. - Frazione Bancone di Sotto - 93 ab. - Località Bozzelli - 41 ab. - Frazione Bruciate di Sopra - 30 ab. - Frazione Bruciate di Sotto - 37 ab. - Frazione Bufolaria - 157 ab. - Frazione Canarra - 87 ab. - Frazione Canestrelle - 15 ab. - Frazione Carpinelli - 55 ab. - Frazione Cascia - 32 ab. - Località Cerza Montanara - 122 ab. - Frazione Ciccolecchia - 117 ab. - Frazione Chicone - 56 ab. - Masseria Corbo - 3 ab. - Frazione Frusci - 192 ab. - Frazione Gianturco - 96 ab. - Frazione Giardiniera Inferiore - 163 ab. - Frazione Giardiniera Superiore - 90 ab. - Frazione Imperatore - 126 ab. - Frazione Lacciola - 45 ab. - Frazione Castel Lagopesole - 652 ab. - Frazione Lazzi e Spilli - 118 ab. - Contrada Limitone - 98 ab. - Frazione Masi - 41 ab. - Frazione Mezzomiero - 39 ab. - Frazione Miracolo - 107 ab. | - Contrada Moccaro - 20 ab. - Località Molino Possidente - 18 ab. - Frazione Montemarcone Alto - 46 ab. - Frazione Montemarcone Basso - 55 ab. - Masseria Nardella - 70 ab. - Frazione Pantani - 114 ab. - Frazione Paoladoce - 115 ab. - Frazione Patacca - 161 ab. - Frazione Piano del Conte - 124 ab. - Località Piano del Lago - 24 ab. - Frazione Possidente - 683 ab. - Località Riseca Don Ciccio - 38 ab. - Masseria Salinas - 28 ab. - Frazione San Nicola - 56 ab. - Frazione Sant'Angelo - 323 ab. - Masseria Sarachella - 10 ab. - Frazione Sarnelli - 183 ab. - Frazione Sassano - 72 ab. - Masseria Sceppi - 25 ab. - Frazione Signore - 78 ab. - Masseria Spinamara - 14 ab. - Frazione Stagliuzzo - Mandria - 196 ab. - Masseria Stolfi - 39 ab. - Frazione Torretta - 160 ab. - Contrada Tuoppo - 10 ab. - Masseria Zaccagnino - 21 ab. - Case Sparse - 297 ab. |

## Distanze Stradali

### Distanza dalle principali città della Basilicata
- Potenza km 19
- Matera km 114
- Pisticci (MT) km 103
- Melfi (PZ) km 42.5
- Lavello (PZ) km 55.7
- Lauria (PZ) km 141
- Venosa (PZ) km 48.1
- Bernalda (MT) km 114

### Distanza dalle principali città d'Italia
- Ancona km 475
- Aosta km 1088
- Bari km 138
- Bologna km 679
- Bolzano km 960
- Cagliari km875
- Catania km529
- Firenze km 635
- Genova km 869
- Milano km 892
- Napoli km 182
- Palermo km 663
- Perugia km 534
- Pescara km 325
- Reggio Calabria km 437
- Roma km 390
- Salerno km 129
- Torino km 1010
- Trieste km 964
- Venezia km 833